# Алексанян, Елена Ашотовна
Еле́на Ашо́товна Алексаня́н  (арм. Ելենա Աշոտի Ալեքսանյան;18 декабря 1933, Ереван, Армения — 24 июля 2008, Ереван, Армения) — советский и армянский литературовед и переводчик, исследователь в области сравнительного литературоведения. Доктор филологических наук, профессор.

## Биография
Родилась 18 декабря 1933 года в Ереване, получила высшее образование в 1955 году, окончив русское отделение филологического факультета Ереванского государственного университета (ЕрГУ). В этом же году поступила на работу в Издательство ЕрГУ в качестве редактора, а с 1957 года по 1962 год работала литературным сотрудником отдела культуры республиканской газеты «Коммунист». В 1963 году, будучи на заочной аспирантуре ЕрГУ, поступила на стажировку в Институт Мировой Литературы им. А. М. Горького в Москве. В 1965 году там же защитила кандидатскую диссертацию на тему «Паустовский — новеллист».
В течение трех лет до 1967 года работала старшим преподавателем Ереванского Государственного Педагогического Института им. В.Брюсова, а с 1967 года работала первое время старшим научным сотрудником, а затем заведующим отделом зарубежной литературы и компаративного изучения литератур в Институте литературы им. М. Абегяна. В 2001—2007 гг также заведовала кафедрой русской литературы в Ереванском Государственном Педагогическом Институте им. В.Брюсова.
В 1978 году защитила докторскую диссертацию на тему «Армянский реализм и опыт русской литературы», в 1984 году получила звание профессора. С 1969 года — член Союза Писателей Армении как критик, литературовед, переводчик.

## Научная деятельность
Елена Алексанян вела активную научно-общественную деятельность, была членом правления общества Армения-Франция, публиковалась в журналах «Дружба народов», «Вопросы литературы», активно печаталась в республиканских журналах «Литературная Армения», «Русский язык в Армении», «Гарун», газетах «Голос Армении» и «Новое Время», в Московских и Санкт-Петербургских периодических изданиях. Выступала на международных конференциях в Ереване, Москве, Рязани, Вене.
На протяжении жизненного пути Е.Алексанян сочетала научную деятельность с преподавательской в вузах Армении. Под её руководством было защищено много кандидатских и докторских диссертаций, не только исследователями из Еревана, но и из районов республики (Гюмри, Ванадзор и др.).
Елена Алексанян является автором 7 монографий и более 100 научных статей, опубликованных в научных сборниках Ереванского Государственного Педагогического Института им. В.Брюсова, ЕрГУ, «Хандесе», «Банбере» и др.
В 2003 году Елена Алексанян награждена премией имени Л. Мкртчяна и Армяно-Русского университета за книгу «Армения живёт в душе могуче».

## Сфера научных интересов
- Взаимоотношения национальных литератур, творчество В. Брюсова, армяно-русские, армяно-французские литературные связи.
- Автор многих литературно-критических статей, а также монографий о творчестве классиков и современных русских писателей.
- Значительный отрезок своей научной деятельности Е.Алексанян посвятила изучению современной армянской прозы, особенно творчества Гранта Матевосяна, включив армянского писателя в контекст «советской прозы деревенщиков». Широкий общественный резонанс получила её книга «Путь к дому», посвященная анализу современной армянской прозы. Каждая из её книг знаменовала собой определённую ступень развития армянского литературоведения[11]

## Переводы и журналистская деятельность
Е. Алексанян перевела на русский язык произведения армянской — классической и современной — литературы (Аветик Исаакян, Бакунц Аксель // Большая советская энциклопедия : [в 30 т.] / гл. ред.  А. М. Прохоров. — 3-е изд. — М. : Советская энциклопедия, 1969—1978., Серо Хандзадян, Перч Зейтунцян и др).
Она является автором многих популярных статей, опубликованных а армянских и русских периодических изданиях.

### Монографии
- «Паустовский — новеллист».[4]
- Армянский реализм и опыт русской литературы (традиции Гоголя). — Ереван, 1977.
- Движение литературы. — Ереван, 1984.
- В поисках героя и стиля. — Ереван, 1985.
- Путь к дому. — Ереван: Национальная академия наук Армении, 1996.
- Армения живет в душе могуче. — Ереван, 2003. Архивировано 11 октября 2006 года.
- Армянский реализм и опыт русской литературы (Гоголь, Чехов, традиции и типология). — Ереван, 2007.

### Научные статьи
- Заметки о творчестве Норы Адамян // Журнал «Советакан граканутюн». — 1959. — № 4.
- Миниатюры Гурунца // Журнал «Литературная Армения». — 1959. — № 6.
- Сильва Капутикян (литературный портрет) // Журнал «Литературная Армения». — 1960. — № 4.
- Ранние рассказы К.Паустовского // Научные труды Ер.госуниверситета. — 1961. — Т. 77.
- Мир прекрасного в лирической новелле // Журнал «Литературная Армения». — 1964. — № 6.
- Книга о мастере прозы // «Новый мир». — 1964. — № 1. Перепечатано в журнале: Kunst und Literatur. Berlin. 1964. N 8.
- Паустовский и его «Золотая роза» (арм) // Журнал «Советакан граканутюн». — 1964. — № 11.
- Послесловие к книге К.Паустовского «Белая радуга». — «Айастан», 1965.
- Жанр новеллы у К.Паустовского // Ученые записки АН СССР. Отделение литературы и языка. — М., 1965. — № 4.
- В.Брюсов и П.Антокольский – переводчики поэмы Ав.Исаакяна «Абул-Ала-Маари» // Брюсовские чтения 1966 года. — Ереван: «Айастан», 1968.
- «Песня о буревестнике» в армянской литературе // Сб. «Горький и литература народов СССР». — Ереван: ЕГУ, 1970.
- Становление армянского критического реализма и русская «натуральная школа» // Сб. «Литературные связи». — Ереван: ЕГУ, 1973.
- О драматургических связях Островского и Сундукяна (арм) // Журнал «Советакан граканутюн». — 1973. — № 5.
- Обретение стиля (Армянская советская проза и школа гоголевского реализма) // Журнал «Литературная Армения». — 1974. — № 3.
- Демирчян и Гоголь (арм) // Журнал «Советакан граканутюн». — 1973. — № 9.
- Искусство комедии (Гоголь, Островский, Сундукян) // Журнал «Литературная Армения». — 1975. — № 1.
- Гоголевское в сатире Р.Патканяна // Вестник обществоведческих наук АН Арм ССР. — 1975. — № 1.
- Проблема «маленького человека» в армянской литературе // Вестник Ереванского университета. — 1975. — № 1.
- Сатирический лиро-эпос Ав.Исаакяна (арм) // Журнал «Советакан граканутюн». — 1975. — № 4.
- Проблематика русской и армянской сатирической комедии XIX в // Сб. «Связи армянской литературы с литературами народов СССР». — Ереван: АН, 1975.
- Чаренц и школа гоголевского реализма // «Филологические науки». — М., 1976. — № 3(93).
- Новаторство Чехова-драматурга и армянская психологическая драма // Сб. «Литературные связи». — Ереван: ЕГУ, 1977. — Т. 2.
- Чехов и Зорян (традиции новеллы и типизация) (арм) // Журнал «Советакан граканутюн». — 1977. — № 12.
- Проблема духовного воскресения героя у Л.Толстого и А.Ширванзаде // Сб. «Толстой и литература народов СССР». — Ереван: ЕГУ, 1978.
- Художественные формы самовыражения  личности в современной прозе // Сб. «Концепция личности в литературе». — М.-Ереван: АН, 1980.
- Новые тенденции развития прозы (арм) // Сб. «Литература и время». — Ереван: АН, 1980.
- Новелла Чехова и НарДоса // Сб. «Чехов и литература народов СССР». — Ереван: ЕГУ, 1981.
- Традиции Чехова в новеллистике Ст.Зорьяна // Сб. «Литературные связи». — Ереван: ЕГУ, 1981. — Т. 3.
- К проблеме изучения литературных связей // Сб. «Связи армянской литературы с литературами народов СССР». — Ереван: АН Арм ССР, 1982.
- Концепция личности в современной армянской лирико-философской прозе // Сб. «Связи армянской литературы с литературами народов СССР». — Ереван: АН Арм ССР, 1982.
- Предисловие к книге Р.Арамяна «Солнечный дождь». — «Советакан грох», 1983.
- Предисловие к двухтомнику Л.Гурунца «Избранное». — «Советакан грох», 1983.
- Ты – человек. (К проблеме гуманизма) // Журнал «Литературная Армения». — 1983. — № 10.
- Углубление психологизма // «Вопросы литературы». — М., 1983. — № 12.
- Концепция личности в прозе // Сб. «Литературное содружество». — Тбилиси, 1983.
- Гоголь и Паронян // Сб. «Гоголь и литература народов СССР». — Ереван: ЕГУ, 1986.
- Особенности реализма сатиры А.Пароняна (арм) // Сб. «Вопросы теории и истории армянского реализма». — Ереван: АН, 1987.
- Абовян и Гоголь (проблема типологии стиля) (арм) // Сб. «Хачатур Абовян (проблемы творчества и литературных связей)». — Ереван: АН, 1987.
- Герой и народ // Журнал «Литературная Армения». — 1987. — № 4—5.
- Ищу дом // Журнал «Литературная Армения». — 1988. — № 7.
- Национальный характер – национальная литература // Сб. «Национальный вопрос и новое мышление». — Ереван: ЕГУ, 1989.
- Единство многонациональных литератур (арм) // Сб. «Художественный метод и литературный процесс». — Ереван: АН, 1990.
- Зеленая долина // Журнал «Литературная Армения». — 1990. — № 10.
- Гоголевская традиция и роман Булгакова «Мастер и Маргарита» // Вестник ЕГУ. — Ереван, 1991. — № 3.
- Национальный образ мира Ваагна Мугнецяна // Журнал «Литературная Армения». — 1991. — № 11—12.
- Вызов судьбе (по роману Верфеля «Сорок дней МусаДага») // Вестник ЕГУ. — Ереван, 1993. — № 1.
- Новелла Зограба и Мопассана // Журнал «Литературная Армения». — 1994. — № 13.
- Ваан Терян и французский символизм) // Вестник ЕГУ. — Ереван, 1996. — № 2.
- Александр Ширванзаде и французская драматургия конца XIX века (арм) // Сб. «Армяно-французские историкокультурные связи». — Ереван, 1997.
- Уроки Армении // Журнал «Литературная Армения». — 1997. — № 1.
- Поэмы Ильи Чавчавадзе и Ованеса Туманяна // Историко-филологический журнал. — Ереван: АН, 1997. — № 2.
- Содружество армянской и русской литератур // Журнал «Русский язык в Армении». — 1999. — № 2.
- Ваан Текеян и французский символизм (арм) // Сб. «Армяно-французские историкокультурные связи». — Ереван, 1999.
- М.Мецаренц и французский символизм // Журнал «Литературная Армения». — 1999. — № 3.
- О некоторых особенностях пушкинского реализма // Декабрьские литературные чтения. — Ереван: ЕГУ и РАУ, 2000.
- В.Терьян и А.Блок // Историко-филологический журнал. — Ереван: НАН РА, 2000. — № 3.
- Русские символисты и Н.В.Гоголь // Брюсовские чтения 1996 года. — Ереван: «Лингва», 2001. — ISBN 99930-841-7-5. Архивировано из оригинала 9 сентября 2010 года.
- Христианский идеал Ф.М.Достоевского // Журнал «Русский язык в Армении». — 2002. — № 1.
- Послесловие к сборнику повестей «Царская монета». — Ереван: Издательство союза писателей Армении, 2003. — ISBN 99930-972-9-2.
- Поэтический космос жизни Тютчева (недоступная ссылка — история) // Сборник научных трудов ЕГЛУ. — «Лингва», 2003. — ISBN 99930-79-11-1.
- Миф и реальность (на материале современной художественной прозы) (арм) // Литературоведческий журнал. — Ереван, 2004. — № 1.
- Новый повествовательный стиль // Сб. «Русская литература XX-XXI веков». — М.: МГУ, 2004.
- Универсальность образа Храброго Назара (арм) // Литературоведческие и филологические исследования. — Ереван: АН РА, 2004.
- Брюсов и Гюго (недоступная ссылка — история) // Брюсовские чтения 2002 года. — Ереван: «Лингва», 2004. — ISBN 99930-79-14-6.
- Тема судьбы и рока в творчестве Лермонтова // Сб. «Научные труды. Вопросы филологии». — Ереван: «Лингва», 2004. — ISBN 99930-79-63-4. Архивировано из оригинала 16 мая 2011 года.
- Миф и реальность (на художественном материале современной прозы). — Ереван: «Лингва», 2004. — ISBN 99930-79-63-4. Архивировано из оригинала 16 мая 2011 года.
- Нарекаци в оценке русской критики // Историко-филологический журнал. — АН РА, 2005. — № 1(168).
- Статьи Брюсова о французской литературе в журнале «Весы» (недоступная ссылка — история) // Сб. «Неизвестный Брюсов (публикации и републикации». — Ереван: «Лингва», 2005. — ISBN 99930-79-66-9.
- Пушкин – Брюсов. «Урок игроку». Комедия (недоступная ссылка — история) // Сб. «Неизвестный Брюсов (публикации и републикации». — Ереван: «Лингва», 2005. — ISBN 99930-79-66-9.
- Новации нарратива XX века (Les innovations du style narratif du XX siecle) (франц) // Сб. «Традиции и новаторства в обществе и культуре». — Вена, 2005.
- Роль мифопоэтики в современном литературном процессе // Сб. «Русская литература XX-XXI веков». — М.: МГУ, 2006. — ISBN 5-211-05307-9.
- Новое в поэтике и тематике современной прозы // Сб. «Русская литература в меняющемся мире». — Ереван: РАУ, 2006.
- Особенности поэтической символики Брюсова // Брюсовские чтения 2006 года. — Ереван: «Лингва», 2007. — ISBN 978-99930-79-48-4. Архивировано из оригинала 31 мая 2011 года.
- Философемы бытия в современной постмодернистской прозе (недоступная ссылка — история) // Գիտական աշխատություններ. — Երևան: «Լինգվա», 2007. — ISSN 1829-0698.
- Человек и мир в литературе постмодернизма (недоступная ссылка — история) // Актуальные проблемы литературы и культуры (Вопросы филологии). — Ереван: «Лингва», 2008. — ISBN 978- 99930-79-90-3.
- Мост через все. Особенности и роль национальных-художественных реалий в творчестве У.Сарояна. Прощание. Стихи // Журнал «Литературная Армения». — 2008. — № 3.

### Избранные журналистские статьи
- Елена Алексанян, Рубина Тер-Аракелян, Алексанян Эля. Русский язык в Армении: взгляд изнутри // Газетв «Независимая Газета». — 4 августа 2001.
- Английские картинки // Журнал «Литературная Армения». — 2005. — № 2.
- С печальной иронией о несовершенстве мира // Газета «Голос Армении». — 24 ноября 2007.